# HMS Triumph (R16)
HMS Triumph (R16) là một tàu sân bay thuộc lớp Colossus của Hải quân Hoàng gia Anh. Được hoàn thành và đưa ra hoạt động khi Chiến tranh Thế giới thứ hai đã kết thúc, HMS Triumph đã được sử dụng rộng rãi trong Chiến tranh Triều Tiên, rồi được cải biến thành một tàu sửa chữa hạng nặng trước khi được cho ngừng hoạt động vào năm 1975, và tháo dỡ vào năm 1981.

## Thiết kế và chế tạo
Triumph được đặt lườn vào ngày 27 tháng 1 năm 1943 bởi hãng đóng tàu Hawthorn Leslie and Company trên sông Tyne. Việc chế tạo nó tương đối nhanh, và nó được hạ thủy vào ngày 2 tháng 10 năm 1944, chỉ vài tháng trước khi Thế Chiến II kết thúc. Triumph được đưa ra hoạt động cùng Hải quân Hoàng gia vào ngày 6 tháng 5 năm 1946.

## Lịch sử hoạt động

### Chiến tranh Triều Tiên
Vào năm 1950, Triumph đang trên đường đến Nhật Bản trong thành phần Hạm đội Viễn Đông. Nó đang ở gần Hong Kong khi tin tức đến được Triumph và những con tàu hộ tống nó về việc chiến tranh nổ ra tại bán đảo Triều Tiên, buộc chiếc Triumph phải đặt vào tình trạng báo động, bao gồm máy bay được vũ trang đầy đủ bom đạn trên sàn đáp. Triumph, được hộ tống bởi chiếc tàu khu trục kỳ cựu Cossack, vốn còn hoạt động như một tàu hộ tống cho chiếc tàu sân bay chị em với Triumph là Theseus, được tiếp nhiên liệu và tiếp tế tại căn cứ của Hải quân Hoàng gia Australia tại Kure, Hiroshima, Nhật Bản. Chiếc tàu khu trục HMS Consort và tàu tuần dương Jamaica, cả hai sẽ đóng một vai trò nổi bật trong Chiến tranh Triều Tiên, cùng với chiếc tàu hộ tống (frigate) Australia thuộc lớp River HMAS Shoalhaven và chiếc tàu chở dầu Wave Conqueror cùng gia nhập Triumph khi nó rời căn cứ.
Ngày hôm sau, Triumph cùng các tàu hộ tống hướng đến Okinawa, được tiếp thêm nhiên liệu tại căn cứ của Hải quân Mỹ tại đây. Sau đó chúng tiếp tục hành trình hướng đến vùng biển Triều Tiên, nơi các tàu chiến Hải quân Hoàng gia khác đang tập trung. Vào lúc này, nó là chiếc tàu sân bay Hải quân Hoàng gia duy nhất tại Viễn Đông, và do đó có một vai trò sống còn trong những tháng đầu tiên của cuộc chiến này. Sau khi gia nhập Hạm đội Mỹ, Phi đội Không lực Hải quân 827, trong thành phần không lực phối thuộc cho Triumph, đã thực hiện các hoạt động tác chiến cùng một số máy bay Seafire, một phiên bản hải quân của kiểu máy bay tiêm kích nổi tiếng Spitfire từng được sử dụng rộng rãi vào thời Thế Chiến II. Nó cũng đưa ra hoạt động một số chiếc Firefly vào giai đoạn đầu của cuộc chiến, vốn cũng có tuổi đời tương đương.
Những chiếc Seafire và Firefly của Triumph, hợp cùng máy bay của tàu sân bay Mỹ Valley Forge đã tấn công các sân bay Pyongyang và Chinnam vào ngày 3 tháng 7, cuộc tấn công của các tàu sân bay đầu tiên trong cuộc chiến này. Những chiếc Seafire, cho dù có tốc độ và sự nhanh nhẹn, lại có một dáng vẽ gây trở ngại khi hoạt động cùng các lực lượng Đồng Minh. Chiếc máy bay này khá giống kiểu máy bay Yak-9, một loại máy bay tiêm kích Xô Viết thời Đệ Nhị thế chiến vốn đang hoạt động cùng lực lượng không quân của Bắc Triều Tiên. Sự tương tự như vậy đã suýt gây thành những tai nạn bi thảm ảnh hưởng đến việc bố trí chiếc Triumph trong các hoạt động tại Chiến tranh Triều Tiên.
Ngày 19 tháng 7 năm 1950, Trung úy P. Cane lái một chiếc Sea Otter, một kiểu máy bay cứu nạn trên không-trên biển, đã thực hiện phi vụ giải cứu trên biển cuối cùng kiểu này, khi một chiếc F4U Corsair bị hỏa lực phòng không bắn rơi, buộc viên phi công Mỹ phải thoát ra và nhảy dù xuống vùng biển động rất mạnh. Chiếc Sea Otter đã tìm cách hạ cánh cho dù điều kiện bất lợi và viên phi công Mỹ sau đó được giải cứu. Chiếc Sea Otter quay trở về được Triumph một cách thành công, chủ yếu là nhờ kỹ năng của phi công.
Các hoạt động tuần tra chiến đấu trên không (CAP) và tuần tra chống tàu ngầm được tiếp tục cho đến khi con tàu rời vùng biển Triều Tiên hướng đến Kure, Hiroshima tại Nhật Bản, nơi nó trải quan tám ngày nghỉ ngơi và tái trang bị. Ngày 9 tháng 7, Triumph quay trở lại khu vực bờ biển phía Tây Triều Tiên, được tháp tùng bởi tàu tuần dương Kenya, tàu khu trục Comus và hai tàu chiến Canada HMCS Athabaskan và Sioux. Những chiếc Seafire đã thực hiện nhiều phi vụ trinh sát hình ảnh quanh các khu vực Mokpo, Kunsan, Chinnam và Inchon. Trong vài ngày sau đó, chúng cũng tiêu diệt hai pháo hạm Bắc Triều Tiên, tấn công các đường ray xe lửa, các tàu tuần duyên nhỏ và các kho dầu.
Ngày 28 tháng 7, một tai nạn suýt trở thành thảm kịch xảy ra, khi một tốp Seafire được phái đến một khu vực nhằm xác minh hoạt động không quân đối phương có thể xảy ra, chỉ để phát hiện rằng đó là một hoạt động của các máy bay ném bom Mỹ B-29 Superfortress. Một chiếc Seafire trúng phải hỏa lực từ một chiếc máy bay ném bom, bị bắn trúng thùng nhiên liệu khiến phi công phải thoát ra và nhảy dù xuống biển trong lúc biển động. Điều kiện thời tiết xấu đã khiến cho việc cứu hộ bằng máy bay Sea Otter không thể thực hiện được, và viên phi công phải chờ khoảng một giờ cho đến khi được tàu khu trục Mỹ Eversole cứu thoát.
Vào ngày 23 tháng 8, chỉ còn lại chín máy bay có thể hoạt động, Triumph rời khu vực chiến trường quay trở về Sasebo, Nhật Bản, nơi nó gia nhập cùng hai tàu sân bay khác là Valley Forge và Philippine Sea. Trong khi đang ở lại cảng, lực lượng Bắc Triều Tiên đã tung ra cuộc không kích bất ngờ, đánh trúng chiếc Comus, gây hư hại cho thân tàu và làm tử nạn một thủy thủ. Nó được chiếc tàu chị em với nó Consort hộ tống về Kure để sửa chữa. Điều này đã khiến cho các tàu sân bay trở nên hết sức cảnh giác trong các cuộc tấn công sau đó, bằng cách gia tăng các hoạt động tuần tra chiến đấu trên không.
Ngày 29 tháng 8, một tai nạn khác đã xảy ra, khi một chiếc Fairey Firefly hạ cánh mà không có móc hãm, nên chỉ được ngừng lại bởi hàng rào an toàn. Một mảnh cánh quạt động cơ lớn đã vỡ ra, lao thẳng về tháp chỉ huy trên cấu trúc thượng tầng, là vỡ cửa kính của phòng kiểm soát bay, rồi đâm trúng Thiếu tá I. M. McLachlan, chỉ huy trưởng Phi đội Không lực hải quân 800, khiến ông bị tử thương. Ông được mai táng trên biển ngoài khơ bờ biển Nam Triều Tiên với đầy đủ nghi thức danh dự Hải quân.
Ngày 30 tháng 8, sau bốn ngày tuần tra, Triumph quay trở về Sasebo, nơi nó nhận được 14 máy bay từ chiếc tàu sân bay hỗ trợ Unicorn. Vào ngày 3 tháng 9, Triumph rời Sasebo đi đến khu vực bờ biển phía Tây Triều Tiên, nơi máy bay của nó tiến hành các phi vụ tuần tra chiến đấu trên không thường xuyên cùng với các nhiệm vụ trinh sát và chỉ điểm mục tiêu bắn pháo cho chiếc tàu tuần dương lớp Fiji Jamaica và tàu khu trục HMS Charity.
Sau ngày 6 tháng 9, Triumph được tháp tùng bởi Athabaskan, HMAS Warramunga và Bataan, hướng đến bờ biển phía Đông Triều Tiên để thay thế cho những tàu sân bay của Đệ Thất hạm đội. Các hoạt động tác chiến được thực hiện vào ngày 8 tháng 9, khi những chiếc Firefly và Seafire tấn công nhiều mục tiêu của đối phương, gây nhiều thiệt hại cho các lực lượng Bắc Triều Tiên.
Ngày 9 tháng 9, thời tiết xấu đã hạn chế các hoạt động của chúng chỉ với tám phi vụ, khi bốn chiếc Firefly đã tấn công sân bay tại Koryo, gây nhiều thiệt hại. Số lượng máy bay của Phi đội 800 lại tiếp tục bị giảm sút khi chỉ con lại sáu chiếc, sau khi bốn chiếc bị loại khỏi vòng chiến. Ngày hôm sau, Triumph một lần nữa quay trở về Sasebo.

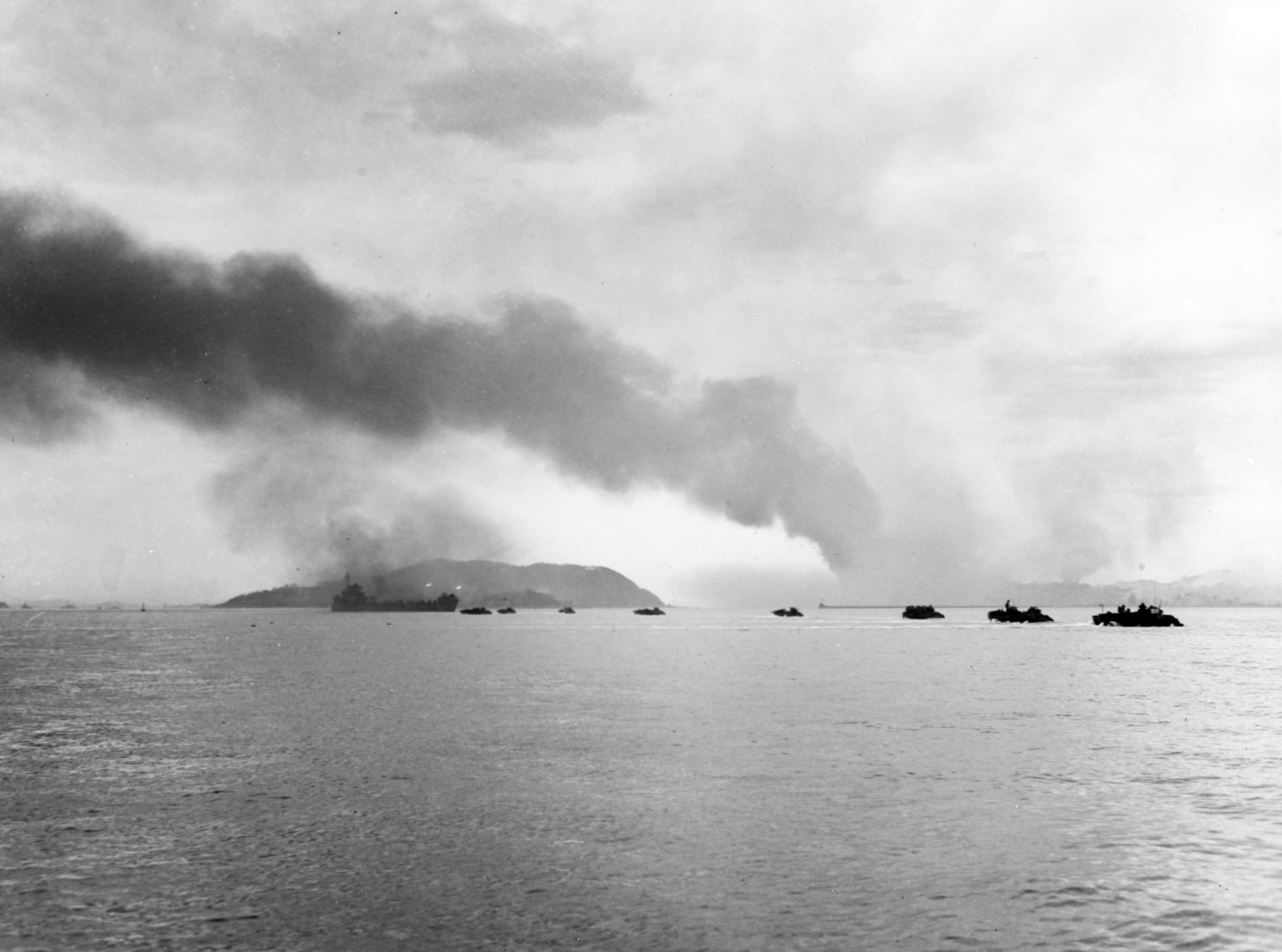
trận Inchon, 1950

Ngày 12 tháng 9, Triumph khởi hành rời Sasebo, được tháp tùng bởi Warramunga và các tàu khu trục Hải quân Hoàng gia thuộc lớp C Charity, Cockade và Concord. Mục tiêu của chúng, cho dù các thành viên thủy thủ đoàn không được biết đến vào lúc đó, là hỗ trợ cho cuộc đổ bộ lên Inchon. Đội đặc nhiệm, trong thành phần của Lực lượng Đặc nhiệm 91 khối Thịnh Vượng Chung, được tháp tùng bởi chiếc tàu tuần dương Ceylon và tàu chiến Australia Bataan, trở nên được biết như Nhóm phía Bắc. Còn có Nhóm phía Nam nhỏ hơn nhiều, bao gồm các chiến hạm Canada Athabaskan, Cayuga và Sioux.
Máy bay của Triumph thực hiện các sự hỗ trợ cần thiết cho lực lượng tấn công trong những ngày đầu tiên trước đó, và sau khi cuộc đổ bộ diễn ra, Triumph cùng các tàu hộ tống thực hiện tuần tra chống tàu ngầm, trong khi máy bay của nó thực hiện các ph vụ can thiệp và chỉ điểm. Các hoạt động sau này tỏ ra khá thành công khi những chiếc Firefly đã chỉ điểm pháo binh cho các tàu tuần dương HMS Jamaica và HMS Kenya; và nhờ sự trợ giúp này, Jamaica đã tiến hành cuộc bắn phá hủy diệt vào các vị trí của lực lượng Bắc Triều Tiên, phá hủy được một kho đạn được cất dấu, với kết quả là trọn một quả đồi bị san phẳng và tạo ra một cụm khói bốc lên cao đến 2.400 m (8.000 ft).
Vào cuối ngày đổ bộ, đã có khoảng 13.000 binh lính cùng thiết bị được đưa lên bờ. Sang ngày 17 tháng 9, máy bay Bắc Triều Tiên đã ném bom tàu tuần dương Mỹ Rochester cùng bắn phá chiếc tàu tuần dương Anh Jamaica, làm thiệt mạng một thủy thủ và hai người bị thương. Không lâu sau đó, cả hai chiếc tàu chiến đã thực hiện một đợt bắn phá ngắn vào các lực lượng Bắc Triều Tiên.
Ngày 21 tháng 9, Triumph vào cảng Sasebo lần cuối cùng trong giai đoạn hoạt động của Chiến tranh Triều Tiên. Nó trải qua hai ngày trong ụ tàu thực hiện các sửa chữa tạm thời, trước khi khởi hành đi Hong Kong vào ngày 25 tháng 9, khi vai trò của nó trong cuộc chiến được thay phiên bởi chiếc HMS Theseus.

### Sau chiến tranh
Sau khi phục vụ trong Chiến tranh Triều Tiên, Triumph được chọn thay thế cho chiếc HMS Devonshire trong vai trò tàu huấn luyện học viên sĩ quan mới. Nó thực hiện hai học kỳ huấn luyện, mỗi đợt bao gồm 100 học viên Hải quân Hoàng gia và các nước Khối Thịnh Vượng Chung trong ba chuyến đi hàng năm; vào mùa Xuân đến khu vực West Indies, mùa Hè đến Bắc Âu và chung quanh quần đảo Anh Quốc, và vào mùa Thu đến Địa Trung Hải. Nó mang theo ba máy bay Sea Balliol để tạo ấn tượng về không lực trên các học viên mới.
Vào năm 1952, HMS Triumph được sử dụng cho việc thử nghiệm lần đầu tiên một kiểu sàn đáp chéo góc. Các đường kẻ nguyên thủy trên sàn tàu được bỏ đi thay thế bằng những đường kẻ mới chéo một góc so với trục dọc của sàn đáp con tàu. Sự thành công của những thử nghiệm này đã dẫn đến việc phát triển thiết kế những bề mặt bổ sung bên mạn trái sàn đáp mà ngày nay đã trở thành tiêu chuẩn trên các tàu sân bay hiện đại.
Vào năm 1954 Triumph được chuyển hướng để vận chuyển những người còn sống sót trên chiếc tàu chở quân Empire Windrush từ Bắc Phi đến Gibraltar để hồi hương. Năm 1955 nó thay thế cho chiếc HMS Albion thực hiện chuyến đi hữu nghị đến Leningrad. Vai trò huấn luyện học viên mới của nó chấm dứt sau chuyến đi vào mùa Thu năm 1955 khi có những thay đổi trong hệ thống huấn luyện sĩ quan Hải quân Hoàng giakhiến nó trở nên dư thừa. Không lâu trước khi quay trở về cảng nhà tại Devonport, HMS Triumph thực hiện chuyến hạ cánh cuối cùng trên một sàn đáp trục dọc của một tàu sân bay Hải quân Hoàng gia.

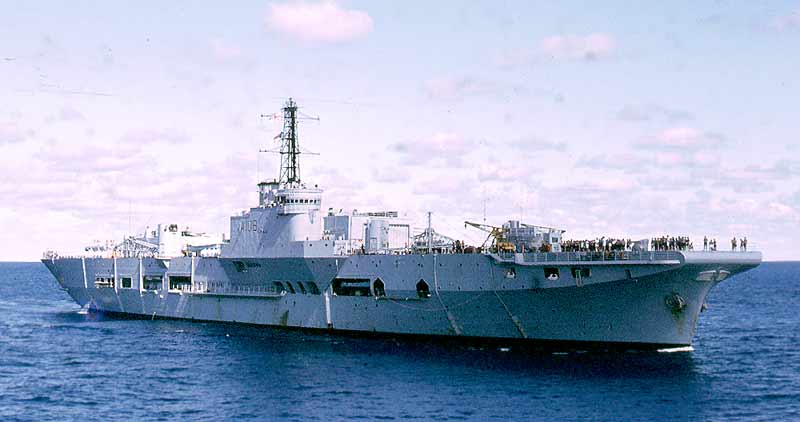
HMS Triumph như một tàu sửa chữa hạng nặng.

Sau đó, từ năm 1956 đến năm 1965, Triumph được cải biến thành một tàu sửa chữa hạng nặng với số ký hiệu lườn mới A108. Triumph được sử dụng như một tàu sửa chữa hạng nặng và tàu vận chuyển binh lính, và nó được đặt căn cứ tại Singapore sau khi cải biến, từng tham gia cuộc tập trận lớn vào năm 1968 tại Viễn Đông cùng với nhiều tàu chiến chủ lực của Anh Quốc và các nước khác, cùng với hàng tá tàu khu trục và tàu hộ tống. Đến năm 1975, Triumph được cho ngừng hoạt động và giữ lại trọng thành phần lực lượng dự bị tại xưởng tàu Chatham nơi nó được sử dụng làm bối cảnh tổ chức các lễ hội nhân Ngày hải quân hằng năm. Cuối cùng vào năm 1981, nó được rút khỏi danh sách Đăng bạ Hải quân và được cho tháo dỡ tại Tây Ban Nha.